# Stevo Todorčević

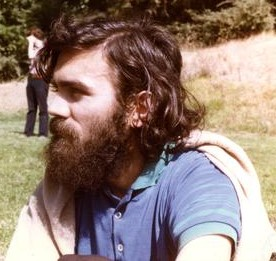
Stevo Todorčević

Stevo Todorčević, cyr. Стево Тодорчевић (ur. 9 lutego 1955 w Ubovića Brdo, Mrkonjić Grad) – serbsko-francusko-kanadyjski matematyk, jeden z wiodących na świecie logików, światowy lider w teorii mnogości i jej zastosowań w ramach czystej matematyki. Profesor matematyki na Uniwersytecie w Toronto, zatrudniony też w Centre national de la recherche scientifique (CNRS) w Paryżu.
Doktorat uzyskał w 1979 pod kierunkiem Ðuro Kurepy na Uniwersytecie w Belgradzie. Laureat nagrody CRM-Fields-PIMS Prize z roku 2012.
W 1998 roku wygłosił wykład sekcyjny na Międzynarodowym Kongresie Matematyków w Berlinie.